# Visconde do Rio Preto

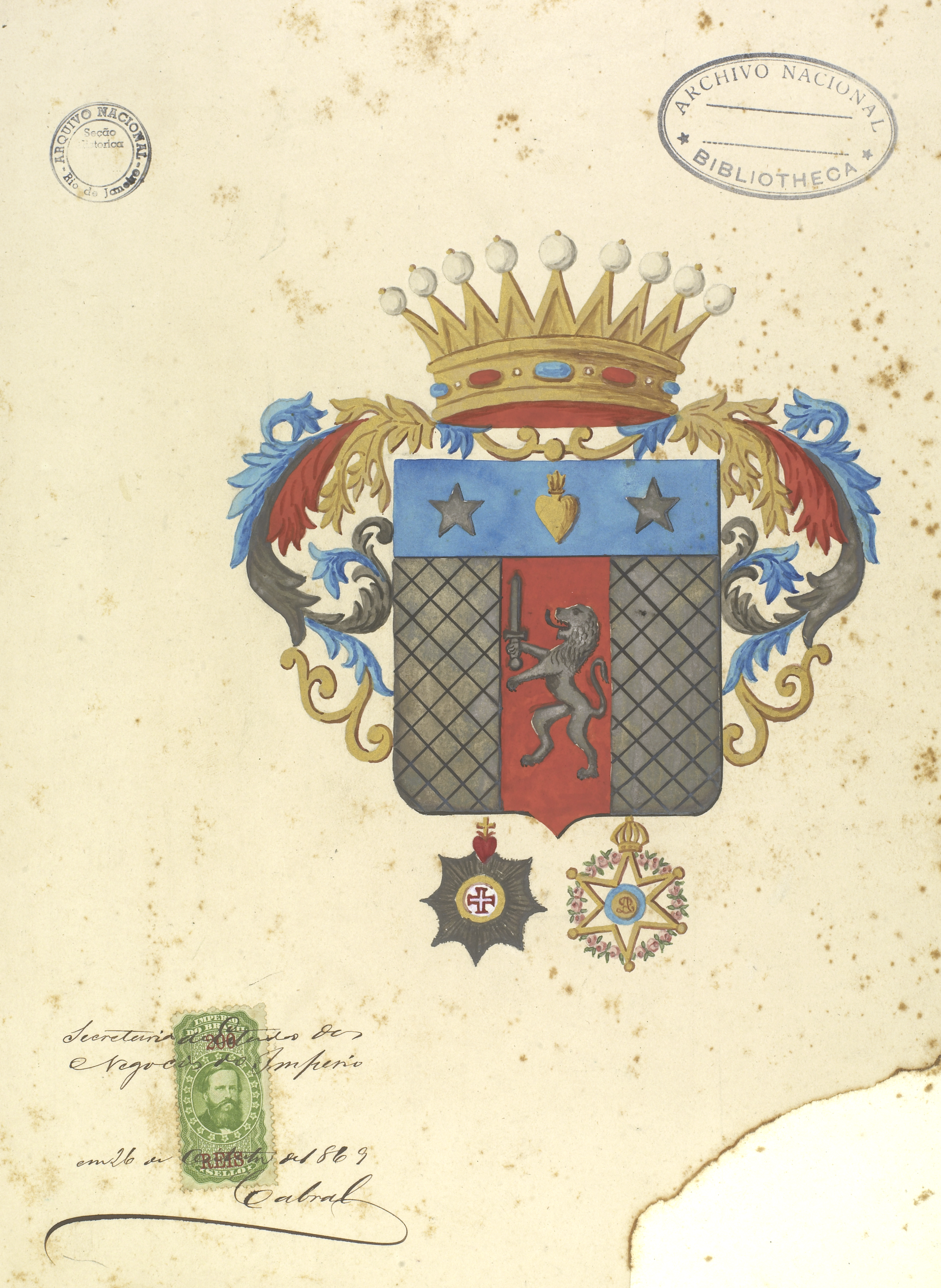
Brasão do Barão e Visconde do Rio Preto

Visconde de Rio Preto é um título nobiliárquico brasileiro criado por D. Pedro II do Brasil, por decreto em 16 de março de 1867, em favor a Domingos Custódio Guimarães.
1. Domingos Custódio Guimarães (1802–1868) – primeiro visconde com grandeza de Rio Preto[6][7][8]

.